# 神明神社 (南知多町篠島)
神明神社（しんめいじんじゃ）は、愛知県知多郡南知多町大字篠島字神戸101にある神社。篠島神明神社（しのじましんめいじんじゃ）とも呼ばれる。
交通安全や海上安全の神として祀られている。篠島に2社ある神社のうち、神明神社は女宮、八王子社は男宮とされる。近年には神明神社と八王子社が縁結びの神社と尊ばれ、若い男女の参拝者が多く見られる。

## 祭神

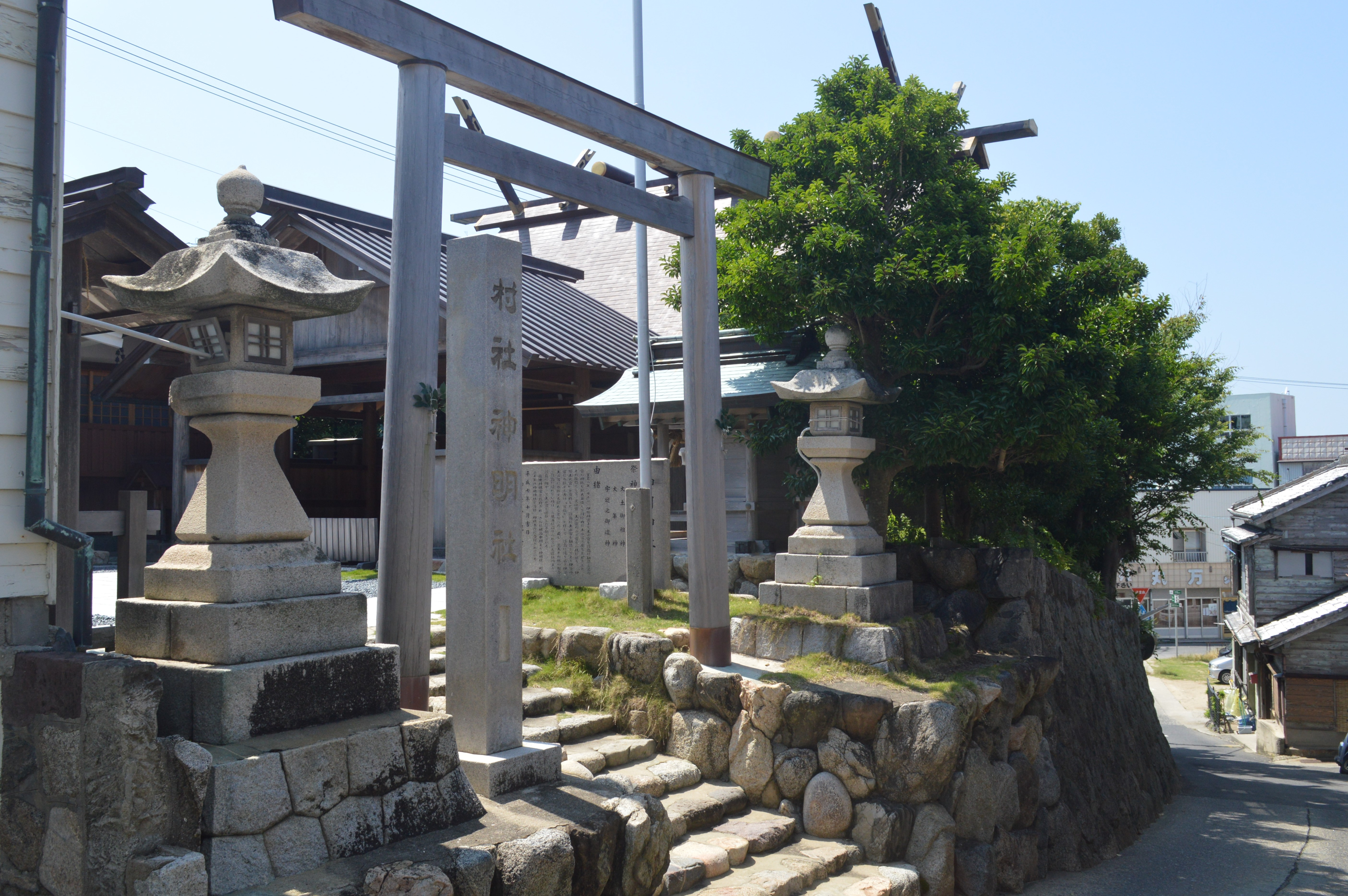
鳥居

- 大土御祖神（おおつちみやのかみ） - 大地神[1]
- 大年神（おおとしかみ） - 穀物神[1]
- 宇迎之御魂神（うがのみたまのかみ） - 食物神[1]

## 歴史

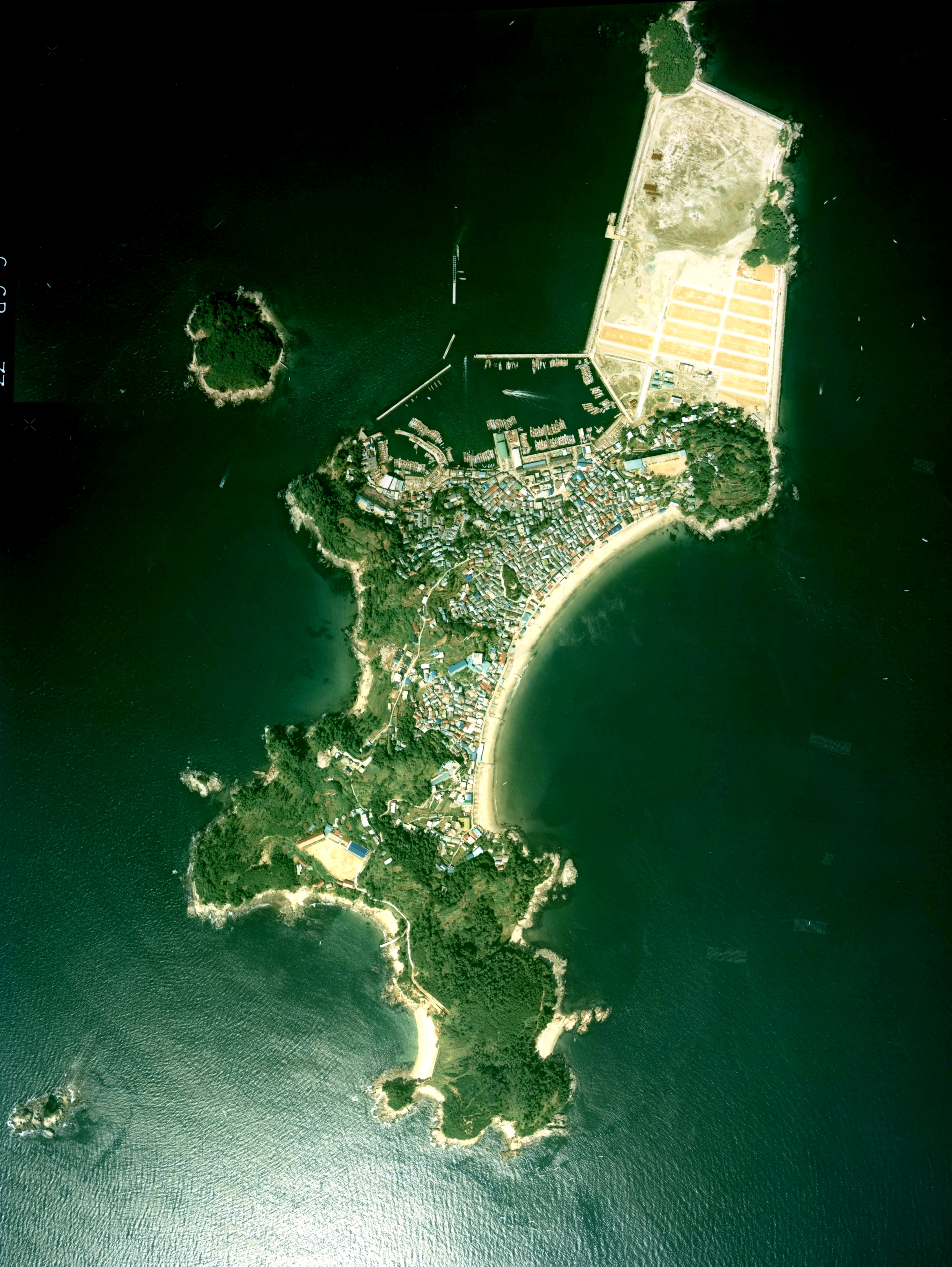
神明神社がある篠島

神明神社の境内からは縄文時代後期の貝塚が発見されている。
『日本書紀』に登場する伝説上の皇女である倭姫命は、尾張国中島郡から海路で三河国渥美郡に渡航する際、篠島に立ち寄ってこの地を御神領に定め、荒御魂を祀ったとされる。
宝亀2年（771年）、伊勢神宮から土之宮三座を勧請して伊勢土之宮と称した。伊勢神宮に参拝する者はまず篠島に渡って伊勢土之宮に参拝した。悪天候などで篠島に渡れない場合は、伊勢国の二見浦に設けられた遥拝所から篠島の方向を眺めて伊勢土之宮に参拝したという。やがて伊勢土之宮は神明宮に改称され、明治中期には神明社に改称され、昭和20年代には神明神社に改称された。
1916年（大正5年）7月28日に北白川宮成久王が御成、1917年（大正6年）7月22日に賀陽宮恒憲王が御成。
かつては神明神社の境内で干鯛の調製を行なっていたが、現在は中手島で調製を行なっている。

## 式年遷宮
20年ごとに行われる伊勢神宮の式年遷宮の際には、伊勢神宮の古材を神明神社が譲り受けて社殿を建て替える。この際に出た神明神社の古材で八王子社も社殿を立て替えている。1974年（昭和49年）には内宮の東宝殿が、1995年（平成7年）には西宝殿が下賜された。2013年（平成25年）には直近の神宮式年遷宮が行われ、2015年（平成27年）には神明神社の社殿が建て替えられた。現在でも伊勢神宮の社殿一式を移築する伝統を有しているのは、日本で篠島のみとされている。

## 祭礼

### 正月祭礼・大名行列
毎年1月3日・4日には八王子社と神明神社で正月祭礼（大名行列）が行なわれる。八王子社に祀られている男性神オジンジキサマが神明神社に祀られている女性神の元に向かい、一夜を過ごしてから八王子社に帰る祭礼である。
3日昼には扮装した厄男が隊列（大名行列）を組み、掛け声とともに舞を舞う。18時にはオジンジキサマのオワタリが始まるが、この神事を目にすると祟りがあるとされており、電力会社の協力で島中の通電を遮断し、観光客であってもオワタリの様子を見ることは禁じられている。
神職がオジンジキサマを八王子社から神明神社に運び、神明神社への到着に合わせて太鼓が打ち鳴らされると、家にこもっていた島民が先を争って神明神社に参拝に向かう。4日の昼が近付くと再び扮装した厄男による舞が行なわれ、13時頃には神職に支えられたオジンジキサマが舞を舞う。厄男はオタナギサマに厄を移して海に流し、オジンジキサマは再び八王子社の本殿に納められる。

## 年間行事
- 1月1日 - 歳旦祭、湯立祭
- 1月4日 - 例大祭
- 1月10日 - 初恵比須
- 1月15日 - 成人祭
- 2月3日 - 節分祭
- 2月初午 - 厄除祈祷祭
- 2月11日 - 紀元祭
- 4月第3日曜日 - 御衣祭
- 4月29日 - 天長祭
- 6月30日 - 夏越大祓
- 7月第2土曜日 - 野島祭、大王祭
- 10月12日 - 御幣鯛奉納祭
- 10月17日 - 神嘗祭
- 10月20日 - 恵比須講
- 11月3日 - 明治祭
- 11月15日 - 七五三詣
- 12月31日 - 大祓式

出典 : 神明神社

## 現地情報
所在地
- 470-3505 愛知県知多郡南知多町大字篠島字神戸101

アクセス
- 篠島渡船ターミナルから徒歩